# Royal Sporting Club Anderlecht 1955-1956
Questa voce raccoglie le informazioni riguardanti il Royal Sporting Club Anderlecht nelle competizioni ufficiali della stagione 1955-1956.

## Stagione
Alla guida dell'inglese Gormlie l'Anderlecht vince il campionato belga.
I belgi partecipano alla prima edizione della Coppa dei Campioni: cadono subito contro gli ungheresi del Budapesti Vörös Lobogó (10-4 complessivo).

## Rosa
| N. |                   | Ruolo | Calciatore           |
| -- | ----------------- | ----- | -------------------- |
|    | Belgio (bandiera) | P     | Frans Longin         |
|    | Belgio (bandiera) | P     | Henri Meert          |
|    | Belgio (bandiera) | P     | Félix Week           |
|    | Belgio (bandiera) | D     | Jacques Culot        |
|    | Belgio (bandiera) | D     | Pierre Gettemans     |
|    | Belgio (bandiera) | D     | Pierre Hanon         |
|    | Belgio (bandiera) | D     | Henri Matthys        |
|    | Belgio (bandiera) | C     | Charles de Vogelaere |
|    | Belgio (bandiera) | C     | François Degelas     |
|    | Belgio (bandiera) | C     | Jef Jurion           |
|    | Belgio (bandiera) | C     | Martin Lippens       |

| N. |                   | Ruolo | Calciatore             |
| -- | ----------------- | ----- | ---------------------- |
|    | Belgio (bandiera) | C     | René Vanderwilt        |
|    | Belgio (bandiera) | A     | Marcel de Corte        |
|    | Belgio (bandiera) | A     | Gaston de Wael         |
|    | Belgio (bandiera) | A     | Francis Grenier        |
|    | Belgio (bandiera) | A     | Joseph Mermans         |
|    | Belgio (bandiera) | A     | Hypoliet Van den Bosch |
|    | Belgio (bandiera) | A     | Jeng Van den Bosch     |
|    | Belgio (bandiera) | -     | René de Coninck        |
|    | Belgio (bandiera) | -     | Jean de Drijver        |
|    | Belgio (bandiera) | -     | Willem de Koster       |
|    | Belgio (bandiera) | -     | Achille Steenhout      |